# Crocidura pachyura
Crocidura pachyura is een spitsmuis uit het geslacht Crocidura die voorkomt in Noordoost-Algerije en Tunesië en op de mediterrane eilanden Ibiza (Spanje), Sardinië en Pantelleria (Italië).
Deze verwant van de huisspitsmuis (Crocidura russula) heeft een gecompliceerde taxonomische geschiedenis. De verschillende populaties van C. pachyura werden traditioneel tot de huisspitsmuis gerekend, maar steeds meer gegevens wezen, en wijzen nog steeds, op de verschillen tussen de zogenaamde oostelijke en westelijke groepen van C. russula. De geschiedenis van de oostelijke vorm als aparte soort begon in 1989, toen een pas ontdekte populatie op Pantelleria de naam Crocidura cossyrensis Contoli, 1989, kreeg. Deze werd als nauw verwant aan de huisspitsmuis beschouwd. In een aantal publicaties uit de jaren 90 van de 20e eeuw werden de verschillen tussen de westelijke en oostelijke vormen voor het eerst gegeven. De oostelijke vorm, de latere Crocidura pachyura, bleek groter te zijn en op een aantal punten van de westelijke vorm, de huidige Crocidura russula, te verschillen in de morfologie van de schedel. Daarnaast verschillen de karyotypes van de beide vormen. Hoewel zowel C. russula als C. pachyura 42 chromosomen hebben (2n=42), heeft C. russula 60 chromosoomarmen (FN=60), tegenover FN=68 (of preciezer FN=66-70) voor C. pachyura. Uit kruisingsexperimenten bleek dat dieren uit de F2-generatie (i.e., het resultaat van kruising tussen dieren die zelf hybriden waren van C. russula en C. pachyura) verminderd vruchtbaar waren. In 2001 bleek uit morfometrisch onderzoek dat de grens tussen C. russula en C. pachyura in Noord-Afrika waarschijnlijk ergens ten westen van Algiers lag, waar zowel de grotere als de kleinere vorm is gevonden. Ook genetisch blijken de twee vormen duidelijk verschillend te zijn.
Hoewel de status van de oostelijke vorm van C. russula als aparte soort nooit veel weerstand heeft opgeleverd, was de juiste naam voor de soort onderwerp van controverse. Een paar van de eerste publicaties gebruikten de naam "cf. agilis", gebaseerd op Sorex agilis Loche, 1867. De oorspronkelijke beschrijving van de naam agilis was echter te vaag om duidelijk te maken om welke soort het ging, en daarom wordt deze naam als een nomen dubium beschouwd. Behalve namen die uit het verspreidingsgebied van russula zijn beschreven (mauritanicus Pomel, 1856, heljanensis Vesmanis, 1975, pigmaea Loche, 1867 en nog andere) was er maar één naam uit Noord-Afrika die in aanmerking kwam, en dat is Crocidura anthonyi Heim de Balsac, 1940 uit Gafsa in Tunesië. Dit dier verschilt echter in kleur en grootte van C. pachyura; het is nog onduidelijk welke soort de naam wel vertegenwoordigt. Omdat er uit Noord-Afrika dus geen namen beschikbaar zijn voor de soort, bleef cossyrensis Contoli, 1989 over, en die naam is ook werkelijk gebruikt voor wat we nu kennen als Crocidura pachyura. Maar ook op Ibiza en Sardinië bleek de soort voor te komen, en dat verschafte twee oudere namen: ibicensis Vericad & Balcells, 1965 uit Ibiza en ichnusae Festa, 1912 uit Sardinië. Crocidura ichnusae werd gedurende enkele jaren gebruikt, het was ook de naam waaronder de soort in de derde editie van het standaardwerk Mammal Species of the World (2005) terechtkwam, maar de moeilijkheden bleken de wereld nog niet uit: in 2006 werden in het Museum für Natürkunde in Berlijn de type-exemplaren van Sorex pachyurus Küster, 1835 teruggevonden. Die naam was van oudsher als een synoniem van de wimperspitsmuis (Suncus etruscus) gezien (een verwantschap waarover enkele onderzoekers ook op basis van de oorspronkelijke beschrijving al hun twijfel hadden uitgesproken), maar de type-exemplaren maakten duidelijk om welke soort het bij Küsters spitsmuis werkelijk ging: Crocidura ichnusae. Daarom staat de soort sinds 2007 bekend als Crocidura pachyura.